# جرجی
جرجی (به ایتالیایی: Gergei) یک کومونه در ایتالیا است که در استان کالیاری واقع شده‌است.

## خصوصیات
جرجی ۳۶٫۱ کیلومترمربع مساحت و ۱٬۴۱۳ نفر جمعیت دارد و ۳۷۴ متر بالاتر از سطح دریا واقع شده‌است.